# Seznam prezidentských vet Miloše Zemana
Prezidentské veto je v právním řádu České republiky jednou z absolutních pravomocí prezidenta republiky, která vyplývá z článku 50 Ústavy ČR. Prezident má možnost s odůvodněním vrátit zákon schválený parlamentem zpět k novému projednání (suspenzivní veto). Poslanecká sněmovna může setrvat na původním návrhu zákona a přehlasovat prezidentské veto nadpoloviční většinou všech poslanců.
Třetím prezidentem v historii samostatné České republiky byl Miloš Zeman. Toto je chronologicky řazený seznam zákonů vrácených prezidentem Milošem Zemanem v průběhu jeho funkčního období od 8. března 2013 do 8. března 2023.

## Postoj k pravomoci veta
V předvolebních rozhovorech Miloš Zeman uváděl, že by chtěl vetovat zákony co nejméně, především jen legislativní zmetky. Přednostně by chtěl své námitky vznášet při zasedáních vlády a v parlamentu. Praxi, kdy jeho předchůdci ve výjimečných případech některé zákony nevetovali, ale ani nepodepsali, označil za alibismus nedůstojný úřadu prezidenta, ke kterému by se nechtěl uchýlit. Obdobný postoj k vetu znovu zopakoval ve svém projevu k senátorům proneseném již po svém nástupu do funkce, 21. března 2013.
V lednu 2019 v rozhovoru pro deník Blesk Zeman uvedl, že by si přál, aby pro přehlasování prezidentského veta byla nutná kvalifikovaná většina 120 místo dosavadních 101 hlasů v Poslanecké sněmovně.

## Chronologický přehled

### Poslanecká sněmovna PČR, 6. volební období 2010–2013
Poslanecká sněmovna zahájila činnost na své ustavující schůzi 22. června 2010. I když se vítěznou stranou stala ČSSD s 56 poslaneckými mandáty, premiér Petr Nečas (ODS) sestavil zpočátku relativně silnou většinovou koaliční vládu s TOP 09 a Věcmi veřejnými. Později, po rozštěpení Věcí veřejných, tuto stranu ve vládě vystřídala jedna z jejích frakcí, nově založená strana LIDEM. Dne 8. března 2013 nahradil Václava Klause v úřadu Miloš Zeman, zvolený v lednu v první přímé volbě českého prezidenta. Po vypuknutí aféry kolem „kauzy Nagyová“ podal premiér Nečas dne 17. června 2013 demisi.
| Pořadí                                                     | Datum vrácení a prezidentovo odůvodnění | Zákon schválený parlamentem dne                            | Vrácený zákon | Sněmovní tisk č.                                           | Hlasování sněmovny | Hlasování sněmovny | Hlasování sněmovny | Vyhlášení ve Sbírce zákonů                                 |                                                            |
| Pořadí                                                     | Datum vrácení a prezidentovo odůvodnění | Zákon schválený parlamentem dne                            | Vrácený zákon | Sněmovní tisk č.                                           | A | N | Z | Vyhlášení ve Sbírce zákonů                                 |                                                            |
| Vláda Petra Nečase (13. července 2010 – 10. července 2013) | Vláda Petra Nečase (13. července 2010 – 10. července 2013) | Vláda Petra Nečase (13. července 2010 – 10. července 2013) | Vláda Petra Nečase (13. července 2010 – 10. července 2013) | Vláda Petra Nečase (13. července 2010 – 10. července 2013) | Vláda Petra Nečase (13. července 2010 – 10. července 2013) | Vláda Petra Nečase (13. července 2010 – 10. července 2013) | Vláda Petra Nečase (13. července 2010 – 10. července 2013) | Vláda Petra Nečase (13. července 2010 – 10. července 2013) | Vláda Petra Nečase (13. července 2010 – 10. července 2013) |
| ---------------------------------------------------------- | --- | ---------------------------------------------------------- | --- | ---------------------------------------------------------- | --- | --- | --- | ---------------------------------------------------------- | ---------------------------------------------------------- |
| 1.                                                         | 2. května 2013 Senát PČR obdržel a schválil vinou legislativního odboru Poslanecké sněmovny chybnou verzi zákona, která obsahovala i sněmovnou zamítnutý pozměňovací návrh. Byl tím porušen Jednací řád Poslanecké sněmovny. | 27. dubna 2013                                             | kterým se mění zákon č. 185/2001 Sb., o odpadech a o změně některých dalších zákonů, ve znění pozdějších předpisů, zákon č. 25/2008 Sb., o integrovaném registru znečišťování životního prostředí a integrovaném systému plnění ohlašovacích povinností v oblasti životního prostředí a o změně některých zákonů, ve znění pozdějších předpisů, a zákon č. 56/2001 Sb., o podmínkách provozu vozidel na pozemních komunikacích, ve znění pozdějších předpisů | 730                                                        | 14. května 2013 byl zamítnut, vláda předložila nový návrh, sněmovna jej projednala ve zrychleném režimu (sněmovní tisk č. 998), senát se jím nezabýval a 21. června byl vyhlášen pod č. 169/2013 Sb. | 14. května 2013 byl zamítnut, vláda předložila nový návrh, sněmovna jej projednala ve zrychleném režimu (sněmovní tisk č. 998), senát se jím nezabýval a 21. června byl vyhlášen pod č. 169/2013 Sb. | 14. května 2013 byl zamítnut, vláda předložila nový návrh, sněmovna jej projednala ve zrychleném režimu (sněmovní tisk č. 998), senát se jím nezabýval a 21. června byl vyhlášen pod č. 169/2013 Sb. | –                                                          |                                                            |
| 1.                                                         | 2. května 2013 Senát PČR obdržel a schválil vinou legislativního odboru Poslanecké sněmovny chybnou verzi zákona, která obsahovala i sněmovnou zamítnutý pozměňovací návrh. Byl tím porušen Jednací řád Poslanecké sněmovny. | 27. dubna 2013                                             | kterým se mění zákon č. 185/2001 Sb., o odpadech a o změně některých dalších zákonů, ve znění pozdějších předpisů, zákon č. 25/2008 Sb., o integrovaném registru znečišťování životního prostředí a integrovaném systému plnění ohlašovacích povinností v oblasti životního prostředí a o změně některých zákonů, ve znění pozdějších předpisů, a zákon č. 56/2001 Sb., o podmínkách provozu vozidel na pozemních komunikacích, ve znění pozdějších předpisů | 730                                                        | 1 | 103 | 51 | –                                                          |                                                            |
| Vláda Jiřího Rusnoka (13. července 2013 – 29. ledna 2014)  | |                                                            | |                                                            | | | |                                                            |                                                            |
| Prezident v tomto období nevetoval žádný zákon.            | |                                                            | |                                                            | | | |                                                            |                                                            |

### Poslanecká sněmovna PČR, 7. volební období 2013–2017
Poslanecká sněmovna zahájila činnost na své ustavující schůzi 25. listopadu 2013. Po mimořádných volbách, v nichž zvítězila ČSSD s těsným náskokem před hnutím ANO, bylo sestavování vlády poznamenáno mimo jiné tzv. lánským pučem a později prezidentovými podmínkami vznášenými vůči vznikající vládě sociálnědemokratického předsedy Bohuslava Sobotky v koalici s ANO a KDU-ČSL. Zeman odmítal kritiku, že by obstrukcemi záměrně prodlužoval působení „úřednické“ či „prezidentské“ vlády Jiřího Rusnoka. Prezident vládu nakonec jmenoval dne 29. ledna 2014. Přestože se Sobotkova vláda i nadále potýkala s tlakem prezidenta i vnitřním pnutím mezi koaličními partnery, které vyvrcholilo vynuceným odchodem Andreje Babiše z postu ministra financí krátce před volbami, podařilo se jí dokončit celé čtyřleté funkční období.
| Pořadí | Datum vrácení a prezidentovo odůvodnění | Zákon schválený parlamentem dne                              | Vrácený zákon | Sněmovní tisk č.                                             | Hlasování sněmovny | Hlasování sněmovny | Hlasování sněmovny | Vyhlášení ve Sbírce zákonů |                                                              |
| Pořadí | Datum vrácení a prezidentovo odůvodnění | Zákon schválený parlamentem dne                              | Vrácený zákon | Sněmovní tisk č.                                             | A | N | Z | Vyhlášení ve Sbírce zákonů |                                                              |
| Vláda Bohuslava Sobotky (29. ledna 2014 – 13. prosince 2017) | Vláda Bohuslava Sobotky (29. ledna 2014 – 13. prosince 2017) | Vláda Bohuslava Sobotky (29. ledna 2014 – 13. prosince 2017) | Vláda Bohuslava Sobotky (29. ledna 2014 – 13. prosince 2017)                                                                      | Vláda Bohuslava Sobotky (29. ledna 2014 – 13. prosince 2017) | Vláda Bohuslava Sobotky (29. ledna 2014 – 13. prosince 2017)                                                            | Vláda Bohuslava Sobotky (29. ledna 2014 – 13. prosince 2017)                                                            | Vláda Bohuslava Sobotky (29. ledna 2014 – 13. prosince 2017)                                                            | Vláda Bohuslava Sobotky (29. ledna 2014 – 13. prosince 2017) | Vláda Bohuslava Sobotky (29. ledna 2014 – 13. prosince 2017) |
| --- | --- | ------------------------------------------------------------ | --- | ------------------------------------------------------------ | --- | --- | --- | --- | ------------------------------------------------------------ |
| 2. | 8. října 2014 Prezident odkázal na svůj projev ve sněmovně, v němž mimo jiné odmítl tzv. politické náměstky. Vyjádřil i ústavněprávní pochybnosti k nestandardní proceduře jeho projednávání ad.                                                                    | 1. října 2014                                                | o státní službě | 71                                                           | 24. října 2014 byl přijat                                                                                               | 24. října 2014 byl přijat                                                                                               | 24. října 2014 byl přijat                                                                                               | 6. listopadu 2014 234/2014 Sb. Prezident podal 7. listopadu 2014 návrh Ústavnímu soudu na zrušení zákona, ten však 30. června 2015 zrušil jen jedno jeho ustanovení, jinak návrh zamítl.    |                                                              |
| 2. | 8. října 2014 Prezident odkázal na svůj projev ve sněmovně, v němž mimo jiné odmítl tzv. politické náměstky. Vyjádřil i ústavněprávní pochybnosti k nestandardní proceduře jeho projednávání ad.                                                                    | 1. října 2014                                                | o státní službě | 71                                                           | 123 | 12 | 31 | 6. listopadu 2014 234/2014 Sb. Prezident podal 7. listopadu 2014 návrh Ústavnímu soudu na zrušení zákona, ten však 30. června 2015 zrušil jen jedno jeho ustanovení, jinak návrh zamítl.    |                                                              |
| 3. | 8. října 2014 Zákon by dle prezidenta znamenal faktickou likvidaci „lesních školek“. Navíc je nepřípustně retroaktivní – obsahuje ustanovení, dle kterého by nabýval účinnosti ještě před vyhlášením ve Sbírce zákonů.                                              | 23. září 2014                                                | o poskytování služby péče o dítě v dětské skupině a o změně souvisejících zákonů                                                  | 82                                                           | 4. listopadu 2014 byl přijat, vládní koalice přislíbila rychlou novelu, která by řešila výtku ohledně „lesních školek“. | 4. listopadu 2014 byl přijat, vládní koalice přislíbila rychlou novelu, která by řešila výtku ohledně „lesních školek“. | 4. listopadu 2014 byl přijat, vládní koalice přislíbila rychlou novelu, která by řešila výtku ohledně „lesních školek“. | 14. listopadu 2014 247/2014 Sb. |                                                              |
| 3. | 8. října 2014 Zákon by dle prezidenta znamenal faktickou likvidaci „lesních školek“. Navíc je nepřípustně retroaktivní – obsahuje ustanovení, dle kterého by nabýval účinnosti ještě před vyhlášením ve Sbírce zákonů.                                              | 23. září 2014                                                | o poskytování služby péče o dítě v dětské skupině a o změně souvisejících zákonů                                                  | 82                                                           | 101 | 55 | 11 | 14. listopadu 2014 247/2014 Sb. |                                                              |
| 4. | 4. května 2016 Prezident přejal argumentaci Svazu měst a obcí, odmítl změnu spádových obvodů mateřských škol a přijímání už 2letých dětí do nich. | 20. dubna 2016                                               | kterým se mění zákon č. 561/2004 Sb., o předškolním, základním, středním, vyšším odborném a jiném vzdělávání (školský zákon)      | 611                                                          | 24. května 2016 byl přijat                                                                                              | 24. května 2016 byl přijat                                                                                              | 24. května 2016 byl přijat                                                                                              | 8. června 2016 178/2016 Sb. |                                                              |
| 4. | 4. května 2016 Prezident přejal argumentaci Svazu měst a obcí, odmítl změnu spádových obvodů mateřských škol a přijímání už 2letých dětí do nich. | 20. dubna 2016                                               | kterým se mění zákon č. 561/2004 Sb., o předškolním, základním, středním, vyšším odborném a jiném vzdělávání (školský zákon)      | 611                                                          | 106 | 64 | 6 | 8. června 2016 178/2016 Sb. |                                                              |
| 5. | 19. prosince 2016 Ustanovení § 4a až 4c zákona, která omezují některé veřejné funkcionáře v podnikání, podle prezidenta nepřiměřeně zasahují do svobod jednotlivce a jeho základních práv a jejich prostřednictvím má být ovlivněna volná soutěž politických stran. | 29. listopadu 2016                                           | kterým se mění zákon č. 159/2006 Sb., o střetu zájmů, ve znění pozdějších předpisů, a další související zákony (tzv. „lex Babiš“) | 564                                                          | 11. ledna 2017 byl přijat                                                                                               | 11. ledna 2017 byl přijat                                                                                               | 11. ledna 2017 byl přijat                                                                                               | 25. ledna 2017 14/2017 Sb. Prezident podal v polovině února 2017 návrh Ústavnímu soudu na zrušení části zákona, další návrh podali později poslanci ANO. Soud 18. února 2020 návrhy zamítl. |                                                              |
| 5. | 19. prosince 2016 Ustanovení § 4a až 4c zákona, která omezují některé veřejné funkcionáře v podnikání, podle prezidenta nepřiměřeně zasahují do svobod jednotlivce a jeho základních práv a jejich prostřednictvím má být ovlivněna volná soutěž politických stran. | 29. listopadu 2016                                           | kterým se mění zákon č. 159/2006 Sb., o střetu zájmů, ve znění pozdějších předpisů, a další související zákony (tzv. „lex Babiš“) | 564                                                          | 129 | 49 | 7 | 25. ledna 2017 14/2017 Sb. Prezident podal v polovině února 2017 návrh Ústavnímu soudu na zrušení části zákona, další návrh podali později poslanci ANO. Soud 18. února 2020 návrhy zamítl. |                                                              |
| 6. | 20. prosince 2016 Prezident nesouhlasil s přeřazením novin a časopisů do druhé snížené sazby DPH, protože by to mělo dopad na státní rozpočet a zvýšení jejich prodejnosti tímto způsobem pokládal za nereálné.                                                     | 14. prosince 2016                                            | kterým se mění zákon č. 235/2004 Sb., o dani z přidané hodnoty, ve znění pozdějších předpisů                                      | 596                                                          | 10. ledna 2017 byl přijat                                                                                               | 10. ledna 2017 byl přijat                                                                                               | 10. ledna 2017 byl přijat                                                                                               | 14. února 2017 33/2017 Sb. |                                                              |
| 6. | 20. prosince 2016 Prezident nesouhlasil s přeřazením novin a časopisů do druhé snížené sazby DPH, protože by to mělo dopad na státní rozpočet a zvýšení jejich prodejnosti tímto způsobem pokládal za nereálné.                                                     | 14. prosince 2016                                            | kterým se mění zákon č. 235/2004 Sb., o dani z přidané hodnoty, ve znění pozdějších předpisů                                      | 596                                                          | 133 | 30 | 19 | 14. února 2017 33/2017 Sb. |                                                              |
| 7. | 10. března 2017 Prezident se obával o omezování a dlouhodobě úplné potlačení zájmů obcí a obyvatel, návštěvníků a dalších subjektů působících v národním parku Šumava.                                                                                              | 1. března 2017                                               | kterým se mění zákon č. 114/1992 Sb., o ochraně přírody a krajiny, ve znění pozdějších předpisů                                   | 501                                                          | 4. dubna 2017 byl přijat                                                                                                | 4. dubna 2017 byl přijat                                                                                                | 4. dubna 2017 byl přijat                                                                                                | 20. dubna 2017 123/2017 Sb. |                                                              |
| 7. | 10. března 2017 Prezident se obával o omezování a dlouhodobě úplné potlačení zájmů obcí a obyvatel, návštěvníků a dalších subjektů působících v národním parku Šumava.                                                                                              | 1. března 2017                                               | kterým se mění zákon č. 114/1992 Sb., o ochraně přírody a krajiny, ve znění pozdějších předpisů                                   | 501                                                          | 117 | 18 | 14 | 20. dubna 2017 123/2017 Sb. |                                                              |
| Dne 5. května 2014 prezident Zeman také uvedl, že vetuje senátní návrh zákona o Národním parku Šumava, bude-li parlamentem schválen. Poslanecká sněmovna návrh obdržela počátkem července a zařadila k projednání jako sněmovní tisk č. 250; návrh zákona byl v prvním čtení zamítnut. Dne 21. srpna 2014 také uvedl podmínky, při jejichž splnění by nevetoval návrh zákona o státním rozpočtu. Rozhodujícími kritérii měly být vyšší růst investic než růst spotřeby domácností a větší růst spotřeby domácností než růst spotřeby vlády. Dne 1. prosince 2014 uvedl, že by vetoval zákon, kterým by zákonodárci navýšili své, čtyři roky zmrazené, platy o 14,4%, pokud by byl parlamentem schválen. Sněmovna 5. prosince schválila zvýšení o pouhá 2,9 %. | |                                                              | |                                                              | | | | |                                                              |

### Poslanecká sněmovna PČR, 8. volební období 2017–2021
Poslanecká sněmovna zahájila činnost na své ustavující schůzi 20. listopadu 2017. Prezident jmenoval koaliční vládu vedenou Andrejem Babišem z hnutí ANO dne 13. prosince 2017.
| Pořadí | Datum vrácení a prezidentovo odůvodnění                          | Zákon schválený parlamentem dne                                  | Vrácený zákon                                                    | Sněmovní tisk č.                                                 | Hlasování sněmovny                                               | Hlasování sněmovny                                               | Hlasování sněmovny                                               | Vyhlášení ve Sbírce zákonů                                       |
| Pořadí | Datum vrácení a prezidentovo odůvodnění                          | Zákon schválený parlamentem dne                                  | Vrácený zákon                                                    | Sněmovní tisk č.                                                 | A                                                                | N                                                                | Z                                                                | Vyhlášení ve Sbírce zákonů                                       |
| První vláda Andreje Babiše (13. prosince 2017 – 27. června 2018) | První vláda Andreje Babiše (13. prosince 2017 – 27. června 2018) | První vláda Andreje Babiše (13. prosince 2017 – 27. června 2018) | První vláda Andreje Babiše (13. prosince 2017 – 27. června 2018) | První vláda Andreje Babiše (13. prosince 2017 – 27. června 2018) | První vláda Andreje Babiše (13. prosince 2017 – 27. června 2018) | První vláda Andreje Babiše (13. prosince 2017 – 27. června 2018) | První vláda Andreje Babiše (13. prosince 2017 – 27. června 2018) | První vláda Andreje Babiše (13. prosince 2017 – 27. června 2018) |
| --- | ---------------------------------------------------------------- | ---------------------------------------------------------------- | ---------------------------------------------------------------- | ---------------------------------------------------------------- | ---------------------------------------------------------------- | ---------------------------------------------------------------- | ---------------------------------------------------------------- | ---------------------------------------------------------------- |
| Prezident v tomto období nevetoval žádný zákon. |                                                                  |                                                                  |                                                                  |                                                                  |                                                                  |                                                                  |                                                                  |                                                                  |
| Druhá vláda Andreje Babiše (27. června 2018 – 17. prosince 2021) |                                                                  |                                                                  |                                                                  |                                                                  |                                                                  |                                                                  |                                                                  |                                                                  |
| Prezident v tomto období nevetoval žádný zákon. V lednu 2019 se vyjádřil, že by vetoval zákon umožňující manželství stejnopohlavních párů, který v té době projednávala Poslanecká sněmovna PČR. Zákon byl v dubnu 2021 schválen v 1. čtení, do konce volebního období už však legislativním procesem neprošel. Počátkem prosince 2020 prezident pohrozil vetováním tzv. daňového balíčku kvůli svému nesouhlasu se zvýšením slevy na poplatníka i s tím, že v zákoně nebyla uvedena dvouletá doba platnosti upravených daňových sazeb, jejichž dočasnost vyjednali s prezidentem vládní zástupci. Před koncem roku zákon postoupil bez svého podpisu, podle vlastního vyjádření jej však nevetoval. Tento krok někteří zákonodárci považovali za sporný, ústavní právník Jan Kysela takovou praxi označil za protiústavní. Skupina senátorů poté zákon napadla u Ústavního soudu, který potvrdil, že prezident nepostupoval v souladu s Ústavou, na platnost zákona to však dle něj nemělo vliv. |                                                                  |                                                                  |                                                                  |                                                                  |                                                                  |                                                                  |                                                                  |                                                                  |

### Poslanecká sněmovna PČR, 9. volební období 2021–
Poslanecká sněmovna zahájila činnost na své ustavující schůzi 8. listopadu 2021. Prezident jmenoval koaliční vládu vedenou občanským demokratem Petrem Fialou dne 17. prosince 2021.
| Pořadí | Datum vrácení a prezidentovo odůvodnění | Zákon schválený parlamentem dne          | Vrácený zákon | Sněmovní tisk č.                         | Hlasování sněmovny                       | Hlasování sněmovny                       | Hlasování sněmovny                       | Vyhlášení ve Sbírce zákonů               |
| Pořadí | Datum vrácení a prezidentovo odůvodnění | Zákon schválený parlamentem dne          | Vrácený zákon | Sněmovní tisk č.                         | A                                        | N                                        | Z                                        | Vyhlášení ve Sbírce zákonů               |
| Vláda Petra Fialy (od 17. prosince 2021) | Vláda Petra Fialy (od 17. prosince 2021) | Vláda Petra Fialy (od 17. prosince 2021) | Vláda Petra Fialy (od 17. prosince 2021)                                                                               | Vláda Petra Fialy (od 17. prosince 2021) | Vláda Petra Fialy (od 17. prosince 2021) | Vláda Petra Fialy (od 17. prosince 2021) | Vláda Petra Fialy (od 17. prosince 2021) | Vláda Petra Fialy (od 17. prosince 2021) |
| --- | --- | ---------------------------------------- | --- | ---------------------------------------- | ---------------------------------------- | ---------------------------------------- | ---------------------------------------- | ---------------------------------------- |
| 8. | 8. srpna 2022 Prezident nesouhlasil se snížením příjmů veřejného zdravotního pojištění. | 27. července 2022                        | zákon, kterým se mění zákon č. 592/1992 Sb., o pojistném na veřejné zdravotní pojištění, ve znění pozdějších předpisů  | 166                                      | 27. srpna 2022 byl přijat                | 27. srpna 2022 byl přijat                | 27. srpna 2022 byl přijat                | 30. srpna 2022 260/2022 Sb.              |
| 8. | 8. srpna 2022 Prezident nesouhlasil se snížením příjmů veřejného zdravotního pojištění. | 27. července 2022                        | zákon, kterým se mění zákon č. 592/1992 Sb., o pojistném na veřejné zdravotní pojištění, ve znění pozdějších předpisů  | 166                                      | 104                                      | 51                                       | 0                                        | 30. srpna 2022 260/2022 Sb.              |
| 9. | 3. listopadu 2022 Podle prezidenta by mohly být daňové příjmy vyšší, pokud by nejprve došlo k novele zákona o daních z příjmů.                                                                       | 18. října 2022                           | zákon, kterým se mění zákon č. 57/2022 Sb., o státním rozpočtu České republiky na rok 2022                             | 284                                      | 15. listopadu 2022 byl přijat            | 15. listopadu 2022 byl přijat            | 15. listopadu 2022 byl přijat            | 18. listopadu 2022 344/2022 Sb.          |
| 9. | 3. listopadu 2022 Podle prezidenta by mohly být daňové příjmy vyšší, pokud by nejprve došlo k novele zákona o daních z příjmů.                                                                       | 18. října 2022                           | zákon, kterým se mění zákon č. 57/2022 Sb., o státním rozpočtu České republiky na rok 2022                             | 284                                      | 103                                      | 79                                       | 2                                        | 18. listopadu 2022 344/2022 Sb.          |
| 10. | 18. listopadu 2022 Prezident vyjádřil pochybnost o souladu zákona s požadavkem depolitizace a profesionalizace státní správy a kritizoval úpravu politických náměstků, podobně jako ve svém 2. vetu. | 18. října 2022                           | zákon, kterým se mění zákon č. 234/2014 Sb., o státní službě, ve znění pozdějších předpisů, a další související zákony | 215                                      | 29. listopadu 2022 byl přijat            | 29. listopadu 2022 byl přijat            | 29. listopadu 2022 byl přijat            | 9. prosince 2022 384/2022 Sb.            |
| 10. | 18. listopadu 2022 Prezident vyjádřil pochybnost o souladu zákona s požadavkem depolitizace a profesionalizace státní správy a kritizoval úpravu politických náměstků, podobně jako ve svém 2. vetu. | 18. října 2022                           | zákon, kterým se mění zákon č. 234/2014 Sb., o státní službě, ve znění pozdějších předpisů, a další související zákony | 215                                      | 103                                      | 78                                       | 1                                        | 9. prosince 2022 384/2022 Sb.            |
| V červnu 2022 prezident Zeman zopakoval svůj zamítavý postoj z předchozího volebního období ohledně stejnopohlavního manželství, když byl Poslanecké sněmovně předložen návrh zákona, který by ho umožnil. | |                                          | |                                          |                                          |                                          |                                          |                                          |